# Léon Tommies
Léon Tommies (Anderlecht, 4 december 1909 - Evere, 2 september 1995) was een Belgisch wielrenner.

## Carrière
Tommies werd derde op het Belgisch kampioenschap voor junioren in 1929. In 1930 werd hij derde in het Criterium des Aiglons en won de Omloop van Dison naast meerdere andere wedstrijden. Hij werd in 1931 prof bij de Franse ploeg Alcyon-Dunlop en werd dat jaar ook twaalfde in de Ronde van Vlaanderen. In 1932 won hij zijn eerste wedstrijd het Circuit de Paris en werd negende in de Ronde van Vlaanderen. In Parijs-Brussel legde hij beslag op een vijfde plaats. In 1933 won hij Circuit de la Vienne en Circuit de Champagne, werd tweede in de Ronde van Vlaanderen en derde in Parijs-Rennes. In 1934 won hij de Scheldeprijs en het Dernycriterium Wilrijk. Hij stapte af in Parijs-Roubaix maar werd wel zevende in de Ronde van Vlaanderen. In 1935 werd nog een twaalfde plaats in de Ronde bereikt.

## Erelijst
1930
- Omloop van Dison

1932
- Circuit de Paris/Omloop van Parijs

1933
- Circuit de la Vienne
- Circuit de Champagne

1934
- Scheldeprijs
- Dernycriterium Wilrijk

## Resultaten in de voornaamste wedstrijden
| Jaar | Ronde van Vlaanderen | Parijs-Roubaix | Parijs-Brussel |
| ---- | -------------------- | -------------- | -------------- |
| 1931 | 12e                  |                |                |
| 1932 | 9e                   |                | 5e             |
| 1933 | ↑                    |                |                |
| 1934 | 7e                   | opgave         |                |
| 1935 | 12e                  |                |                |